# Irisbus Crossway Low Entry
Irisbus Crossway Low Entry, Irisbus Crossway LE – niskowejściowe autobusy miejskie i międzymiastowe produkowane przez firmę Irisbus.

## Historia
Niskowejściowy wariant modelu Crossway został wprowadzony na rynek w 2007 r. w dwóch wersjach długości - 12 m i 12,8 m. Składana rampa dla osób poruszających się na wózkach była oferowana jako opcja i mogła zostać zainstalowana na wejściu środkowym. Producent przewidywał kilka konfiguracji układu drzwi - pojedyncze jedno- lub dwuskrzydłowe o szerokości 800 mm, alternatywnie dwuskrzydłowe drzwi o szerokości 1200 mm. Silnik spełniający normę Euro 4 (Euro 5 lub EEV jako opcja), manualna lub automatyczna skrzynia biegów, tylna oś, hamulce i panel sterowania pochodziły ze standardowego modelu Crossway, natomiast niezależnie resorowana oś przednia i układ kierowniczy - od miejskiego Citelisa, zmniejszając koszty utrzymania i, zdaniem producent, zapewnić większą wytrzymałość.
Oferowano dwie wersje - podmiejską i międzymiastową. Wersja podmiejska zapewniała maksymalnie 45 miejsc siedzących, miejsce na wózek inwalidzki i 55 miejsc stojących, natomiast wersja międzymiastowa - 38 miejsc siedzących, miejsce na wózek inwalidzki i 70 miejsc stojących.

## Galeria

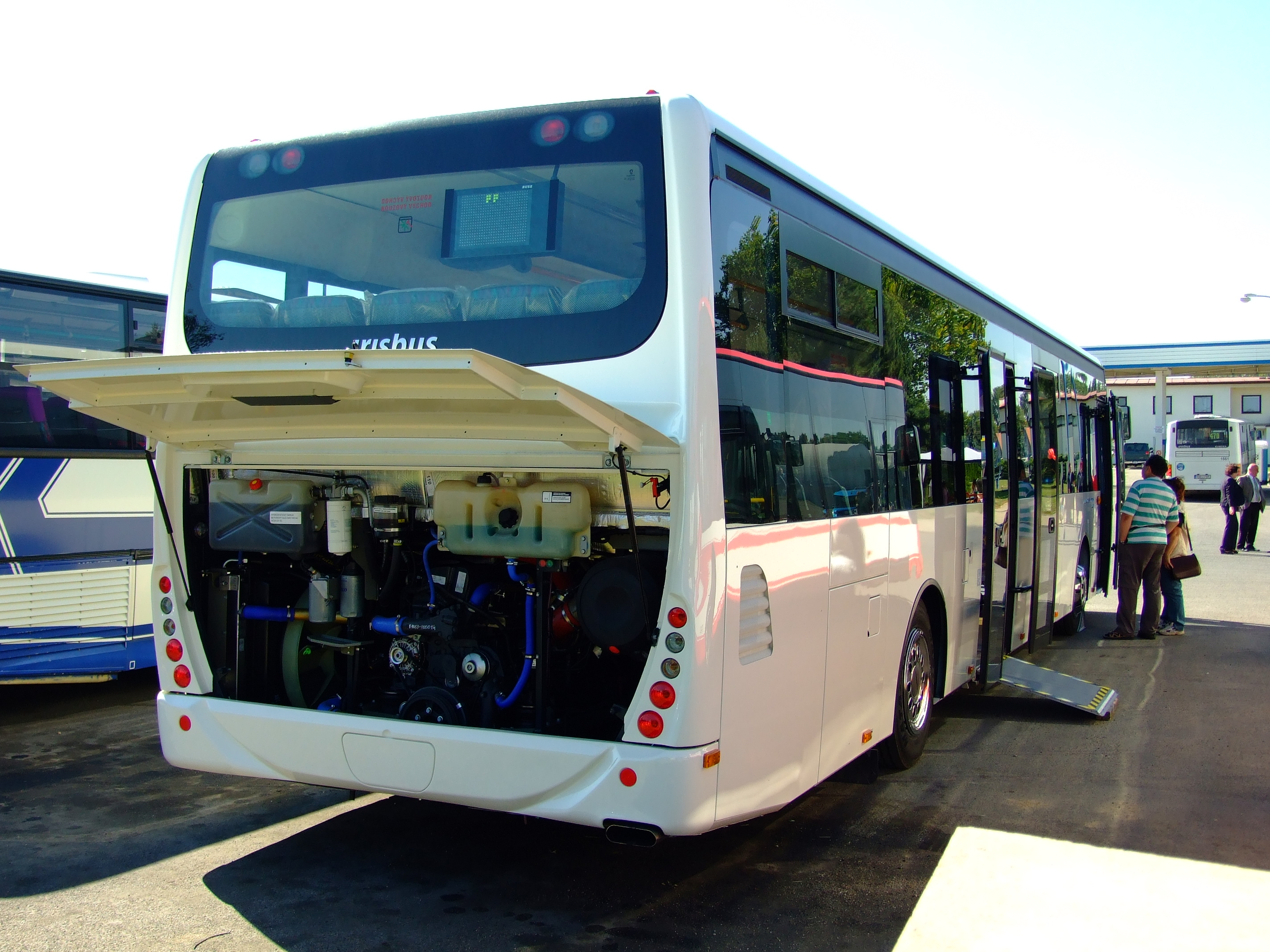
Tył autobusu
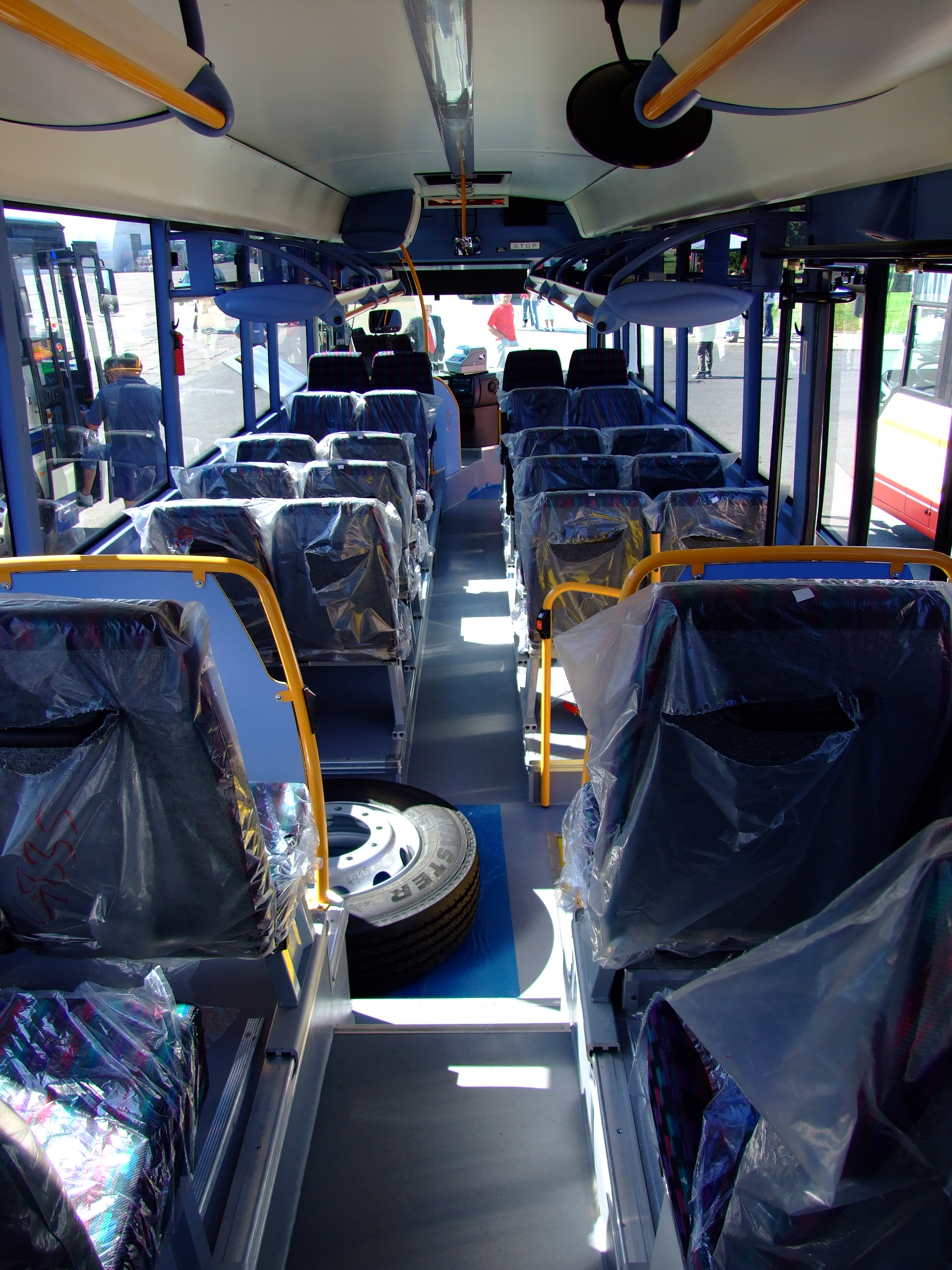
Wnętrze autobusu
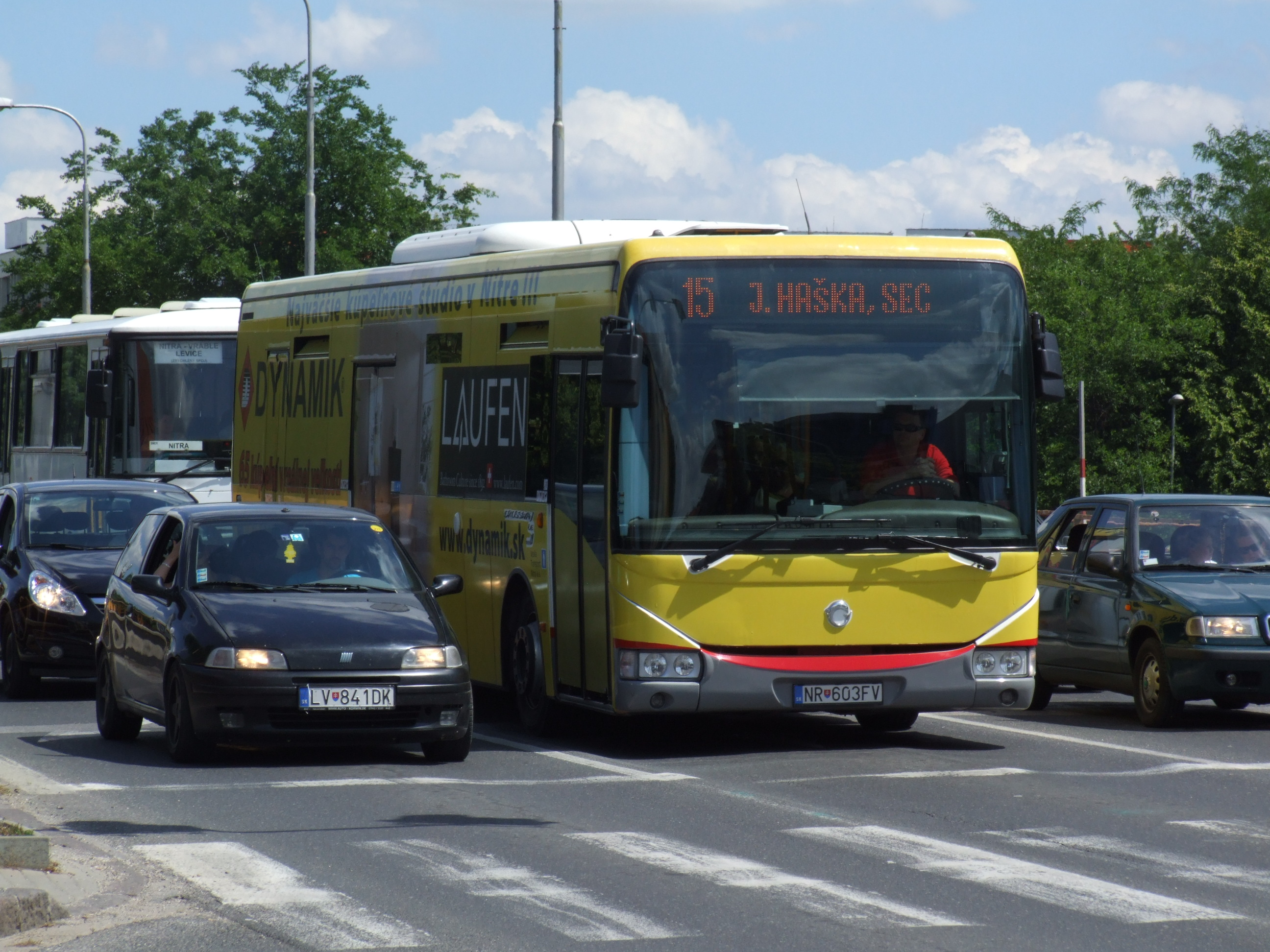
Autobus w ruchu miejskim w Nitrze

## Komunikacja miejska w Suwałkach
16 czerwca 2009 miało miejsce uroczyste przekazanie 12 niskowejściowych autobusów miejskich w wersji o długości 12 m (Irisbus Crossway 12 LE) dla Urzędu Miasta Suwałki. Suwalskie Crossway`e posiadają 330-konne silniki Iveco Cursor 8 spełniające normę czystości spalin Euro 4 oraz automatyczne 4-biegowe skrzynie Voith DIVA Stanowisko pracy kierowcy dodatkowo jest wyposażone w klimatyzację, co ułatwia pracę w gorące dni. Standardowo każdy autobus otrzymał komplet elektronicznych tablic diodowych. Zupełną nowością jest monitoring przestrzeni pasażerskiej składający się z trzech kamer. Dodatkowo czwarta kamera rejestruje obraz na zewnątrz autobusu.

## Komunikacja miejska w KZK GOP
Pierwszy autobus typu Crossway 12 LE przyjechał jesienią 2009 do firmy Irex Sosnowiec w ilości trzech sztuk. Autobusy posiadały jednostkę napędową Iveco Cursor 8 spełniające normę czystości spalin Euro 5, pojazdy także posiadały mechaniczną skrzynię biegów firmy ZF. Kabiny kierowców były wyposażone w klimatyzację. Każdy z autobusów posiadał komplet tablic diodowych.